# Ernesto Guggeri
Ernesto Guggeri (* 5. Juni 1900; † 10. Oktober 1960) war ein uruguayischer Politiker und Arzt.
Guggeri, der der Partido Nacional angehörte und Mitbegründer der Lista 51 war, saß in der 34. Legislaturperiode als Abgeordneter für das Departamento Montevideo vom 15. Februar bis zum 3. Mai 1943 in der Cámara de Representantes.